# Troglomyces manfredii
Troglomyces manfredii är en svampart som beskrevs av S. Colla 1932. Troglomyces manfredii ingår i släktet Troglomyces och familjen Laboulbeniaceae.   Inga underarter finns listade i Catalogue of Life.